# Бгуванайкабаху VII
Бгуванайкабаху VII (*1468 — 1551) — 7-й магараджа Котте у 1528—1551 роках.

## Життєпис
Походив з династії Сірі Сангабо. Онук магараджи Паракрамабаху VIII. Син Віджаябаху та Анули Кагатуди, яка належала до гілки Сірі Сангабо з держави Канді. Народився 1468 року. 1513 року його батько стає молодшим співоволодарем. На той час померла мати Бгуванайкабаху, й одружився вдруге, вирішивши зробити спадкоємцем пасорбка Дева Раджасінгху. У відповідь Бгуванайкабаху з братами Маядуне і Раїгам-Бандара втекли до родича Джаявіри Бандари, правителя Канді. Той надав війська, з якими брати змусили поступитися владою. У 1521 році у війні з португальцями гине Віджаябаху. Його володіння розділили Бгуванайкабаху з братами. 1528 року помирає стрийко Паракрамабаху IX, внаслідок чого Бгуванайкабаху VII стає новим магараджею.
Невдовзі стикнувся з амбіціями братів, що бажали розширити володіння Сітавака й Параджасінхе (відоме як Раїгам або Магараїгам). Останніх став підтримувати кандійський володар Джаявіра Бандара. За цих обставин вимушений був поновити договір з Португалією, який під підписав губернатор Нуну да Кунья. За його умовами в обмін на допомогу магараджа повинен щорічно відправляти до Гоа 300 бахарів (бл. 55 т.) кориці.
В свою чергу Маядуне уклав союз з Чінною Кутті Алі, заморином Калікуту, і розпочав напади на португальську факторію Коломбо та інші військові укріплення, продовжуючи сутички з Бгуванайкабаху VII. 1538 року Маядуне після смерті брата Раїгам-Бандари захопив його володіння. Це змусило магараджу тісніше діяти з португальцями. 1541 року вони допомогли відбити напад Маядуне. що той здійснив в союзі з флотом Паттукунджалі Маккараром та Кутті Поккаром, наяром (раджою) Поннарі. 1542 року за підтримки губернатора Ештевана да Гама визнав свого сина своєї доньку Самудрадеві — Дгармапалу — спадкоємцем трону.
1545 року він відкинув намір їзуїта Франциска Ксав'єра розпочати місіонерську діяльність з християнізації населення Котте. 1546 року португальсько-коттеські війська (жо них також долучився Маядуне) завдали поразки 40-тисячній кандійській армії. 
У середині листопада 1549 року Бгуванайкабаху VII відправив посольство до Жоржі Кабрала, губернатора Португальської Індії, з проханням про допомогу проти Маядуне, який вже захопив більшу частину його держав і тримав його в облозі в столиці. Він пообіцяв натомість 10 тис. крузадо, перець, 10 слонів і збільшення щорічної «данини» до 400 бахарів кориці. Кабрал відправив 600 солдатів під командуванням Жоржі де Кастро, який змусив Маядуне відступити та повернути загарбане. також вдалося захопити ворожу столицю Сітаваку, а Маядуне втік до фортеці Батугедери. Зрештою укладено мир з Маядуною, який визнав зверхність магараджи та сплатив 100 тис. парданів (на кшталт рупій). В свою чергу Бгуванайкабаху VII вимушений був офіційно визнати себе васалом Португалії.
1550 року новий віцекороль Афонсу де Норонья, погиркавшись з магараджею щодо планів наступу на Канді та Маядунне, вирішив вбити Бгуванайкабаху VII, в якого 29 грудня того ж року вистрілив снайпер з мушкету. Магараджа помер через кілька днів, ймовірно 1 січня 1551 року. Йому спадкував онук Дгармапала.